# 静岡県道320号引佐舘山寺線
静岡県道320号引佐舘山寺線（しずおかけんどう320ごう いなさかんざんじせん）は、静岡県浜松市を通る一般県道である。

## 概要

### 路線データ
- 起点：浜松市浜名区引佐町井伊谷（静岡県道303号新城引佐線交点）
- 終点：浜松市中央区舘山寺町
- 全長：12km

## 通過する自治体
- 静岡県
  - 浜松市（浜名区 - 中央区）

## 沿革
- 1969年10月21日 認定

## 接続路線
起点から順に
- 静岡県道303号新城引佐線（浜松市浜名区神宮寺町、神宮寺交差点）
- 国道362号（浜松市浜名区細江町気賀、清水橋交差点 - 浜松市浜名区細江町気賀、気賀交差点で重複）
- 静岡県道261号磐田細江線（浜松市浜名区細江町気賀、気賀交差点）
- 静岡県道49号細江舞阪線（浜松市浜名区細江町気賀、気賀交差点 - 浜松市浜名区細江町気賀、伊目交差点で重複）
- E1 東名高速道路 舘山寺スマートIC（上り線）
- 静岡県道368号湖東舘山寺線（浜松市中央区呉松町 - 舘山寺町で重複）
- 静岡県道323号舘山寺弁天島線（中央区舘山寺町内で重複）
- 静岡県道48号舘山寺鹿谷線（中央区舘山寺町内で重複）

## 沿線周辺
- 天竜浜名湖鉄道 気賀駅
- 浜松市動物園
- はままつフラワーパーク
- 浜名湖パルパル
- 舘山寺温泉
- 舘山寺